# Pierre Desprès
Pierre Desprès (ur. 1280–88 w Montpezat – zm. 16 maja 1361 w Awinionie) – francuski kardynał.

## Życiorys
Był synem Rajmunda II, seniora Montpezat. Przeznaczono go do stanu duchownego. Uzyskał doktorat z prawa i został profesorem prawa na uniwersytecie w Tuluzie. Kapelan papieża Jana XXII. 31 marca 1318 wybrano go biskupem Riez, ale już kilka miesięcy później (11 września 1318) awansował na arcybiskupa-metropolitę Aix. 7 maja 1318 w Awinionie przyjął sakrę biskupią z rąk kardynała Niccolò Albertiego, biskupa Ostia e Velletri.
Na konsystorzu 20 grudnia 1320 Jan XXII mianował go kardynałem, przyznając mu tytuł prezbitera S. Pudenziana. Został promowany do rangi biskupa diecezji suburbikarnej Palestrina 10 maja 1322. Wicekanclerz Świętego Kościoła Rzymskiego od kwietnia 1325. Uczestniczył w konklawe 1334. Przewodniczył konklawe 1342 i konklawe 1352. W 1342 służył jako legat papieża Klemensa VI wobec królów Francji i Anglii, próbując doprowadzić do zakończenia konfliktu między tymi dwoma krajami. Zmarł w wyniku epidemii dżumy w Awinionie.